# سیب چوبی
لیمونیا اسیدیسیما (نام علمی: Limonia acidissima) نام یک گونه از تیره سدابیان است.
این میوه بومی کشور هندوستان و سیلان بوده و دارای پوست سخت می‌باشد. درخت آن تا ۹ متر ارتفاع دارد. آب این میوه دارای کالری بسیار بالا بوده و دارای خواص متعددی از جمله رفع دل درد کودکان ،
افزایش فشار خون در کسانی‌که دچار افت فشار هستند  و مقاوم‌سازی لثه  و مؤثر در بند آوردن خونریزی لثه می‌باشد . برگ این درخت دارای خواص طبی فراوان می‌باشد.